# Ultimate Spinach
Ultimate Spinach (původně Underground Cinema) byla americká psychedelická a blues-rocková hudební skupina z Bostonu v Massachusetts, aktivní v druhé polovině 60. let 20. století. Ve skupině se vystřídalo přes deset hudebníků, z nichž jen Jeff Baxter se prosadil i po rozpadu této skupiny, později hrál ve skupinách The Doobie Brothers a Steely Dan.

## Diskografie
- 1967: Ultimate Spinach
- 1968: Behold & See
- 1969: Ultimate Spinach III
- 2006: Sacrifice of the Moon: Instrumental Music of Ultimate Spinach